# Xenohyla
Xenohyla – rodzaj płazów bezogonowych z podrodziny Hylinae w rodzinie rzekotkowatych (Hylidae).

## Zasięg występowania
Rodzaj obejmuje gatunki występujące w stanach Bahia i Rio de Janeiro w Brazylii.

## Systematyka

### Etymologia
Xenohyla: gr. ξενος xenos „obcy”; rodzaj Hyla Laurenti, 1786

### Podział systematyczny
Do rodzaju należą następujące gatunki:
- Xenohyla eugenioi Caramaschi, 1998
- Xenohyla truncata (Izecksohn, 1959)